# بينوا تشيرو
بينوا تشيرو (بالفرنسية: Benoît Cheyrou)‏ (مواليد 3 مايو 1981 في سورينس - فرنسا) لاعب كرة قدم فرنسي يلعب حاليا لصالح نادي الدرجة الأولى مرسيليا الفرنسي منذ 2007 في مركز الوسط المحوري .

## روابط خارجية
- بينوا تشيرو على موقع الاتحاد الأوربي (الإنجليزية)
- بينوا تشيرو على موقع رابطة كرة القدم الفرنسية للمحترفين (الإنجليزية)
- بينوا تشيرو على موقع الدوري الأمريكي (الإنجليزية)
- بينوا تشيرو على موقع قاعدة بيانات كرة القدم.إي يو (الإنجليزية)
- بينوا تشيرو على موقع ليكيب (الفرنسية)
- بينوا تشيرو على موقع Soccerway.com (الإنجليزية)
- بينوا تشيرو على موقع عالم كرة القدم.نت (الإنجليزية)
- بينوا تشيرو على موقع AS.com (الإسبانية)